# Hidula
Hidula (auch Haidala) war eine Stadt Elams in der Zeit des neuelamischen Reiches (ca. 1000 bis 650 v. Chr.) und persischen Reiches. Der Ort wird in assyrischen, elamischen, aber auch persischen Texten genannt, konnte bisher aber noch nicht lokalisiert werden. Nach textlichen Aussagen aus Persepolis lag der Ort „etwa sieben Tage südöstlich von Susa“, wahrscheinlich zwischen Ram Hormuz und Behban.  